# 101st Airborne Division
101st Airborne Division (Air Assault) med inofficiellt namn Screaming Eagles (skrikande örnarna) är en armédivision i USA:s armé, tillhörande infanteriet och huvudsakligen utbildad för luftlandsättning.

## Andra världskriget
Divisionen sattes ursprungligen upp för att sättas in med fallskärm. Under andra världskriget deltog den bland annat i striderna i Normandie, Operation Market Garden och Ardenneroffensiven. Divisionen är särskilt känd för försvaret av Bastogne under Ardenneroffensiven.

### Dagen D
Divisionen skulle luftlandsättas strax inåt land från Utah Beach för att först och främst säkra de fyra vägbankar som ledde upp från Utah Beach som skulle vara mycket lätta för tyska förband att försvara mot de framryckande trupperna från stränderna, men som betydligt enklare kunde erövras genom anfall inifrån land.

#### Mission Albany
Mission Albany var den första anfallsvågen som bestod av divisionens tre fallskärmsregementen, 502nd PIR, 506th PIR och 501st PIR. Landsättningen började kl 00:48 på morgonen den 6 juni. Sammanlagt hoppade 6 928 fallskärmsjägare från 432 transportplan av typen C-47.
- 502nd PIR landade i landningszon A
- 506th PIR landade i landningszon C
- 501st PIR landade i landningszon D

#### Mission Chicago
Var den första vågen med 52 Waco CG-4 glidflygplan som landade cirka kl 04.00 och förde med sig pansarvärnskanoner och andra understödsvapen.

### Operation Market Garden
Divisionen skulle säkra broarna över floderna Aa och Dommel i Veghel norr om Eindhoven för XXX Corps vidare framryckning mot Nijmegen och Arnhem.

### Bastogne

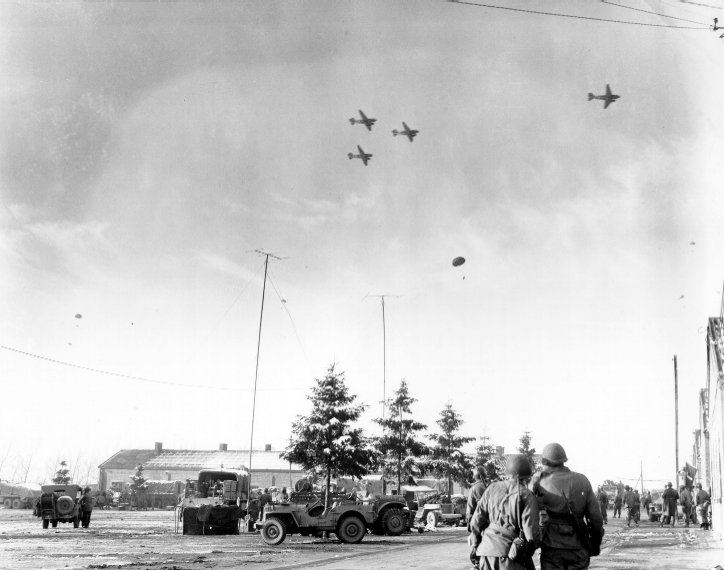
Soldater ur 101st Airborne Division ser på när C-47 fäller förnödenheter till den inneslutna divisionen den 26 december 1944

Divisionen tillhörde tillsammans med 82nd Airborne Division reserven för SHAEF och var förlagda i trakten av Reims. På kvällen den 17 december försattes de båda divisionerna i alarmberedskap. På morgonen den 19 december hade divisionen nått fram till Bastogne. Den 21 december inneslöts divisionen i Bastogne av XXXXVII. Panzerkorps.
Den 26 december nådde 4th Armored Division fram och kunde bryta den tyska inrigningen.

## Efterkrigstiden
Mellan september och november 1957 användes delar av divisionen (327th Infantry, tidigare Co. A, 327th Glider Infantry Regiment) i Little Rock i Arkansas för att genomdriva det domstolsutslag som en federal domstol fattat om blandad skolundervisning för både svarta och vita elever i Central High School. Truppernas uppgift var att garantera att de styrkor ur nationalgardet som tillkallats av guvernören Orval Faubus inte skulle kunna stoppa nio afroamerikanska elever från att ta sig in i skolan.
Divisionen deltog i Vietnamkriget. Senare har förbandet satts in Gulfkriget 1991 och i fredsbevarande/humanitära operationer bland annat i Somalia och Bosnien. 2003 sattes divisionen in som en del av Irakkriget.

## Populärkultur
E Company, 2nd Battalion, 506th Parachute Infantry Regiment, 101st Airborne Division under andra världskriget befann sig i händelsernas centrum har skildrats av Stephen Ambrose i boken Band of Brothers från 1992. Boken filmatiserades i TV-serien Band of Brothers.